# Jacques de Saget
Pour les articles homonymes, voir Saget.
Jacques de Saget est un magistrat français, né à Toulouse le 7 juillet 1699, où il est mort le 4 août 1773.

## Biographie
Jacques de Saget, conseiller-clerc au parlement de Toulouse entre 1685 et 1717, il est reçu avocat général au parlement par lettres royales de dispense en date du 22 septembre 1719. À la suite d'un revers de fortune, à la requête du scelleur de la chancellerie du parlement, sa charge d'avocat général est saisie et vendue par adjudication, le 14 août 1747,.
Membre de l'Académie des jeux floraux de Toulouse au fauteuil 30, il est élu mainteneur le 24 juin 1726. Il démissionne le 27 juillet 1770. 

## Famille

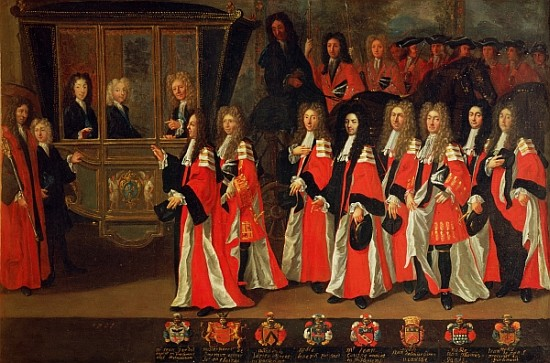
Les capitouls de l'année 1700-1701 avec Jean-Thomas Saget

- Luc Saget marié avec Anne de Jacquier, négociant originaire de Picardie établi à Toulouse en 1648[5].
  - Jacques Saget (1651-1717), conseiller clerc au parlement de Toulouse, chanoine de la basilique Saint-Sernin.
  - Jean-Thomas Saget (1651-1711), marié à Françoise Duplaa, de Saragosse, bourgeois, prieur de la Bourse, trésorier général de France en la généralité de Toulouse (?), capitoul de Toulouse en l'année 1700-1701, cette charge donnant la noblesse, la famille s'est alors fait appeler de Saget.
    - Jacques de Saget, conseiller-clerc au parlement de Toulouse, avocat général au parlement de Toulouse, membre puis mainteneur de l'Académie des jeux floraux, marié en premières noces avec Marie de Chastenet de Puységur (†1718), marié en secondes noces, le 20 octobre 1718 avec Marianne de Cambolas fille de François de Cambolas (†1743), conseiller au parlement de Toulouse, et de Marie de Pouzargues[6], l'un des fondateurs de la Société des sciences en 1729[réf. nécessaire].
      - Joseph-Marie de Saget (1725-1782), architecte et directeur des travaux de la province de Languedoc.
        - Charles Marie Philibert de Saget (13 avril 1776-19 avril 1857)[7], marié avec Gabrielle Dadvisard (1773-1845), fille d'Alexandre Dadvisard (ou d'Advisard)[8] (1748-1817), marquis de Talairan, et de Victorine de Riquet (1749- ), fille d'Alexandre de Riquet (1748-1817), baron de Bonrepos. Il a été élève de l'École polytechnique en 1794, il entre à l'École des mines à la sortie de l'École polytechnique, associé ordinaire de l'Académie des sciences, inscriptions et belles-lettres de Toulouse dès sa recréation en 1807 jusqu'à sa mort. Propriétaire du domaine et château Saint-Martin, près de Castelsarrasin. Il a été membre du conseil général du Tarn-et-Garonne de 1819 à 1837. Il a été maire de Castelsarrasin de 1832 à 1834.
          - Prospérie de Saget (1804-1860), mariée avec Jules Dubernard (ou du Bernard) (1800-1849), conseiller à la cour d'appel de Toulouse. D'où Gustave Dubernard de Saget (1838-1915), propriétaire après la mort de son grand-père en 1857 du domaine et château de Saint-Martin près de Castelsarrasin, marié en 1864 avec Hélène de Pérignon (1845-1926)

        - Georgina Pauline Charlotte de Saget (1805-1867), marié en 1827 avec Jacques Henri Gaspard Emmanuel de Vacquié (1800-1864), magistrat.
        - Alexandrine Gabrielle Pétronille Ernestine de Saget (1807-1865), mariée en 1831 avec Jacques Philippe Bécanne (1807-1855)
        - Louise Henriette Prospérine de Saget[9],[10] (1810-1867), mariée en 1835 avec André Jean François Gustave Niel (1799-1867), magistrat.
        - Odonie de Saget (1812-1875), mariée avec Louis Cavalié (†1882)
        - Joseph de Saget (1813-1842)
        - Alexandre de Saget

      - Louis Marie Joseph de Saget[11],[12] (Toulouse, 19 mars 1778-Bordeaux, 14 avril 1840), marié à Rose de Blaire, avocat, avocat général près la Cour impériale de Bordeaux en 1811, avant de revenir au barreau en 1816 dont il est le bâtonnier en 1822, puis président de Chambre à la Cour royale de Bordeaux en 1825 avant de démissionner en 1830.
      - Jean Marie Julien de Saget (1782-1846).
      - Joseph Antoine de Saget, mort jeune.

    - Marie-Françoise de Saget, mariée en 1737 à Bernard-André de Miramont (1705-1791), conseiller au parlement, élu mainteneur de l'Académie des jeux floraux en 1739 au fauteuil 7[13],
    - Pascal de Saget (1727-1755), officier à Saint-Domingue, marié à demoiselle Aguindeau.
      - Bernard de Saget (1755-1816), dit le chevalier de Saget.

    - Charles-François de Saget (1734-1790), directeur des travaux publics de la province du Languedoc. Il travaille avec son frère aîné, puis il dirige les travaux sur les quais de Toulouse après sa mort. Il est modérateur de l'Académie royale de peinture, sculpture et architecture de Toulouse de 1784 à 1790.

  - Jeanne-Marie de Saget, mariée en 1718 avec Jean-François-Ignace d'Espagne (1690-1738)[14].
- Marie-Anne Saget (vers 1662- ), mariée en 1686 avec Jean François de Borista, conseiller de grand'chambre au parlement de Toulouse
- Luc de Saget (vers 1678-1718), prêtre et conseiller-clerc au parlement de Toulouse, il lègue sa fortune, par testament du 2 février 1718, pour établir la Maison de charité sous le nom de salus infirmorum, pour loger quatre Sœurs grises de la congrégation des Filles de la Charité fondée par saint Vincent de Paul[15] pour secourir les pauvres malades de la paroisse de la Daurade[16]. Dans ce testament il édicte un règlement qui a servi de modèle à toutes les autres maisons de charité fondées à Toulouse au XVIIIe siècle[17].